# 仁村守三
仁村 守三（にむら もりぞう、（1800年（寛政12年）頃 - 1880年（明治13年）頃）は、明治時代のクリスチャン、日本最初のプロテスタント教会の日本基督公会の初代執事で信徒伝道者である。後にキリスト教信仰を棄てて、本願寺派の僧侶になる。本名大洲順三。

## 生涯
1800年頃、肥前に生まれる。1870年（明治3年）に長崎で英国聖公会宣教協会の最初の日本派遣宣教師G・エンソルから洗礼を受ける。1873年、日本基督公会の設立に関わる。日本基督公会の第1回総会で執事に任命される。
1873年9月、東京に移住し、築地小田町で新栄教会の創立会員になる。島亘と共に武州引股村へ出張伝道をする。1876年頃には新栄教会の長老に就任する。
その後、キリスト教を棄教し、広島県長浜の真宗本願寺派専徳治の住職になる。香川実玄と名乗り、僧侶として生涯を終えた。